# Licence d'histoire
Pour un article plus général, voir Enseignement de l'histoire.
La licence d'histoire se déroule sur trois ans en six semestres, avec différentes unités d'enseignement chaque semestre (180 UE au total), permettant d'acquérir une culture générale solide et une formation au métier d'historien ainsi qu'à d'autres professions (enseignement, journalisme, métiers du patrimoine...).

## Matières enseignées
Les matières selon les semestres varient en fonction des universités. En France, la licence d'histoire se divise en quatre grandes périodes distinctes.

### Histoire ancienne (3500av. J.-C.- 476apr. J.-C.)
L'histoire ancienne est l'étude de la période allant de l'invention de l'écriture à la chute de l'Empire romain d'Occident en 476. Les enseignements principaux y sont l'histoire de la Grèce antique, de l'Égypte des pharaons, de l'empire perse et de l'empire romain depuis la fondation de Rome par Romulus en 753 avant notre ère. L'empire romain et le monde grec antique sont étudiés par grandes périodes historiques : monarchique, républicaine et impériale pour le premier, archaïque, classique et hellénistique pour le second.

### Histoire médiévale (476 - 1492)
L'histoire médiévale est l'étude de la période allant de la chute de l'Empire romain d'occident à la découverte de l'Amérique par Christophe Colomb en 1492. Les enseignements principaux y sont le royaume de France, l'Empire carolingien, la montée de l'Islam, l'Empire byzantin et la féodalité européenne du IXe au XVe siècle.

### Histoire moderne (1492 - 1789)
L'histoire moderne est l'étude de la période allant de la découverte de l'Amérique à la Révolution française de 1789. Les enseignements principaux y sont les guerres de religion, la France et l'Europe absolutiste, la formation des premiers empires coloniaux. L'enseignement de l'histoire moderne s'effectue généralement par siècle : la première année étudie le XVIe siècle, la deuxième année s’attelle au XVIIe siècle et la troisième année évoque les grandes phases du XVIIIe siècle.

### Histoire contemporaine (depuis 1789)
L'histoire contemporaine est l'étude de la période allant de la Révolution française à aujourd'hui. Les cours sont généralement divisés entre histoire politique, économique et sociale des XIXe et XXe siècles. Les enseignements qui y sont dispensés abordent notamment la période post-révolutionnaire, l'histoire française et européenne du XIXe siècle, le conflit franco-prussien de 1870, les deux guerres mondiales, la guerre froide et la décolonisation.

### Exemple de cours en licence d'histoire
Voici un exemple des cours suivis pour obtenir le grade de licence, mention histoire ; ci-dessous sont présentées les UE de l'Université d'Avignon et des Pays de Vaucluse :
- Semestre 1:
  - Histoire moderne
  - Histoire contemporaine
  - Méthodologie disciplinaire
  - Cours thématique au choix
  - Langue ancienne ou vivante
  - Cours spécifique à un des deux parcours : enseignement ou patrimoine
  - 1, 2 ou 3 enseignements libres.

Cela varie selon les semestres : aux semestres 2 et 3, on étudie l'histoire ancienne et médiévale.
En troisième année de licence, les 4 périodes sont étudiées, mais il n'y a plus de méthodologie disciplinaire et il faut choisir entre le cours de spécialisation ou la langue.
Les crédits européens (système ECTS) sont délivrés chaque fois que les UE sont acquises. Le nombre de crédits par semestre est généralement de 30 ; de même sont capitalisables les éléments constitutifs des unités d'enseignement, dont la valeur en crédits est également fixée. Une fois que la licence est délivrée, l’étudiant reçoit 180 crédits et implicitement toutes les UE.

## Orientation en master
Le code de l'éducation fixe une liste des compatibilités des diplômes nationaux de licence avec les diplômes nationaux de master. Les recteurs d'académies et les universités s'appuient sur cette liste pour donner une admission aux étudiants souhaitant poursuivre leurs études.
| Diplôme national de licence | Liste des diplômes nationaux de masters compatibles                                        |
| --------------------------- | ------------------------------------------------------------------------------------------ |
| Histoire.                   | Archéologie, sciences pour l'archéologie.                                                  |
| Histoire.                   | Archives.                                                                                  |
| Histoire.                   | Civilisations, cultures et sociétés.                                                       |
| Histoire.                   | Epistémologie, histoire des sciences et des techniques.                                    |
| Histoire.                   | Histoire.                                                                                  |
| Histoire.                   | Histoire de l'art.                                                                         |
| Histoire.                   | Histoire, civilisations, patrimoine.                                                       |
| Histoire.                   | Humanités numériques.                                                                      |
| Histoire.                   | Humanités.                                                                                 |
| Histoire.                   | Mondes anciens.                                                                            |
| Histoire.                   | Mondes contemporains.                                                                      |
| Histoire.                   | Mondes médiévaux.                                                                          |
| Histoire.                   | Mondes modernes.                                                                           |
| Histoire.                   | Muséologie, muséo-expographie.                                                             |
| Histoire.                   | Patrimoine et musées.                                                                      |
| Histoire.                   | Sciences des religions et sociétés.                                                        |
| Histoire.                   | Métiers du livre et de l'édition.                                                          |
| Histoire.                   | Métiers de l'enseignement, de l'éducation et de la formation (MEEF), encadrement éducatif. |
| Histoire.                   | Démographie.                                                                               |
| Histoire.                   | Etudes européennes et internationales.                                                     |
| Histoire.                   | Etudes sur le genre.                                                                       |
| Histoire.                   | Philosophie.                                                                               |
| Histoire.                   | Sciences sociales.                                                                         |
| Histoire.                   | Science politique.                                                                         |
| Histoire.                   | Tourisme.                                                                                  |
| Histoire.                   | Urbanisme et aménagement.                                                                  |
| Histoire.                   | Métiers de l'enseignement, de l'éducation et de la formation (MEEF), 1er degré.            |
| Histoire.                   | Métiers de l'enseignement, de l'éducation et de la formation (MEEF), 2e degré.             |